# هنري كويل
هنري كويل (بالإنجليزية: Henry Cowell) هو عالم موسيقى وعازف بيانو وملحن أمريكي، ولد في 11 مارس 1897 في مينلو بارك في الولايات المتحدة، وتوفي في 10 ديسمبر 1965 في نيويورك في الولايات المتحدة.

## وصلات خارجية
- هنري كويل على موقع الموسوعة البريطانية (الإنجليزية)
- هنري كويل على موقع ميوزك برينز (الإنجليزية)
- هنري كويل على موقع إن إن دي بي (الإنجليزية)
- هنري كويل على موقع أول ميوزيك (الإنجليزية)
- هنري كويل على موقع ديسكوغز (الإنجليزية)